# Louie Louie
Louie Louie ist ein US-amerikanischer Rhythm-&-Blues-Song, der 1955 von Richard Berry geschrieben wurde. Es ist zu einem Standardstück in der Pop- und Rockmusik geworden. Es existieren hunderte Versionen, und es wurde von den unterschiedlichsten Künstlern interpretiert.
Die Version von The Kingsmen, die 1963 veröffentlicht wurde, ist eine der bekanntesten. Diese Version war auch Bestandteil einer FBI-Untersuchung wegen möglicher Obszönitäten im Text.

## Ursprüngliche Version
Das Grundriff des Liedes stammte von Rene Touzet und war die Einleitung des Cha-Cha-Chas El Loco des kubanischen Komponisten Rosendo Ruiz, Jr. Richard Berry hörte das Lied zum ersten Mal während eines Auftrittes von Ricky Rivera and the Rhythm Rockers. Er half gelegentlich bei der Band als Sänger aus und wartete auf seinen Auftritt, als die Band El Loco Cha Cha spielte. Es inspirierte ihn zu einer eigenen Version mit dem Titel Louie Louie. 
Im April 1957 wurde es als B-Seite der Single You Are My Sunshine von Richard Berry & The Pharaohs veröffentlicht. Richard hatte den Original-Riff von El Loco Cha Cha übernommen, eine Bridge eingefügt und den ursprünglichen Text durch einen eigenen ersetzt. Es wurde zu einem Rhythm-&-Blues-Song, der durch die an das Original angelehnte Rhythmik einen lateinamerikanischen Charakter bekam. Die Single wurde durch die B-Seite zu einem lokalen Erfolg. Es wurde daraufhin, diesmal mit Louie, Louie als A-Seite, wiederveröffentlicht und platzierte sich in den amerikanischen Rhythm-&-Blues-Charts.

### Der Originaltext
Das Lied wurde in der Art einer einfachen jamaikanischen Ballade geschrieben. In der einfachen Vers-Chorus-Chorus Form erzählt ein jamaikanischer Seemann einem Barkeeper namens Louie, dass er zur Insel zurück möchte, um seine Liebste zu sehen. Beeinflusst war der Text von Chuck Berrys Havana Moon, das ein Derivat des Calypso Blues von Nat King Cole war. Weitere Ideen entnahm Berry dem Lied One for My Baby (And One More for the Road) von Johnny Mercer und Harold Arlen, in dem ein Betrunkener dem Barkeeper sein Herz ausschüttet. Das Lied wurde auch unter dem Titel Set ’em up Joe von Frank Sinatra interpretiert. Angeblich ließ sich Richard Berry auch durch das Lied Run Joe von Louis Jordan and His Tympany Five inspirieren. Am Beginn des Liedes riefen die Tympany Five mehrfach Louie, Louie, Louie, als Huldigung an ihren Bandleader.

## Die Version von The Kingsmen
In der Region um Seattle wurde Louie Louie von vielen Bands in ihr Live-Repertoire aufgenommen, weil es beim Publikum dort besonders beliebt war. Neben Bands wie Holden and the Playboys, Little Bill and the Bluenotes, The Frantics und anderen befand es sich auch im Repertoire von The Wailers (nicht die gleichnamige Band von Bob Marley). Sie nahmen das Stück 1961 als Backingband mit Rockin’ Robin Roberts auf. Durch diese Aufnahme wurde das Stück zu einem Rock-’n’-Roll-Stück ohne lateinamerikanische Einflüsse, und der Sänger fügte dem Text die bekannte Zeile „OK, let's give it to 'em right now“ hinzu. Es lag auch kein Originaltext vor. Die Band hatte den Text von der Originalsingle von Richard Berry nur herausgehört. 
The Kingsmen aus Portland, Oregon waren es, die die Aufnahme von Rockin’ Robin Roberts hörten, die außerhalb der Region kaum Beachtung fand, und das Stück in ihr Live-Repertoire aufnahmen. Eine weitere Band aus Portland namens Paul Revere & the Raiders wurden bei ihren Konzerten vom Publikum aufgefordert Louie Louie zu spielen. Doch die Band kannte es nicht. Jemand erzählte ihnen, dass es ein Stück von Rockin’ Robin Roberts war. Die Raiders kauften die Single, waren begeistert und nahmen Louie Louie 1963 für eine Single auf. Fast zeitgleich gingen auch die Kingsmen in das gleiche Studio, um ihre Version von Louie Louie für eine Single aufzunehmen, die anschließend auf dem Wand-Label veröffentlicht wurde. Bis heute wird diskutiert, welche Aufnahme die erste war. Die erfolgreichere war jedoch die Version der Kingsmen. Sie erreichte Platz zwei in den US-amerikanischen Charts.
Die Kingsmen hatten erneut den Rhythmus geändert. Diesmal von 1-2-3-4, 1-2, 1-2-3-4, der der Version von Rockin’ Robin Roberts entsprach, auf 1-2-3, 1-2, 1-2-3. Viel entscheidender jedoch war der Gesang. Die Aufnahme der Kingsmen klang tontechnisch recht unprofessionell. Zudem nuschelte der Sänger und verschluckte förmlich Worte. Darüber gab es diverse Geschichten. Die eine besagt, dass der Sänger zu dem Zeitpunkt der Aufnahme heiser war und deshalb nicht richtig singen konnte. Eine andere gibt Schwierigkeiten mit dem Mikrophon, das an der Decke hing und nicht auf die Größe des Sängers justiert werden konnte, weshalb er auf den Zehen stehend singen musste, als Grund für den verstümmelten Text an. Eine andere Geschichte erzählt von einer Zahnspange, die der Sänger trug, die ihm Schwierigkeiten bereitete. Möglicherweise war es auch nur die Unfähigkeit des Sängers und der Band, eine vernünftige Aufnahme zustande zu bringen. Denn auch dem Schlagzeuger passierte ein Missgeschick mit seinen Stöcken während der Aufnahme. Er glaubte, dadurch die Aufnahme unbrauchbar gemacht zu haben, und fluchte laut, was auf der Aufnahme zu hören ist.
Es war wahrscheinlich gerade der verstümmelte Text, der das Stück so erfolgreich machte. Es wurde ein fester Bestandteil jeder Teenager-Party und es kursierten Texte, die angeblich original und vollständig waren, unter den Jugendlichen. Es verbreitete sich die Ansicht, der Text sei mit eindeutigen sexuellen Anspielungen gespickt und absichtlich unverständlich, um einer Zensur zu entgehen.

### Der Text von The Kingsmen
Das Folgende ist möglicherweise der beste Versuch einer Übertragung des Textes von Louie Louie, wie es von den Kingsmen gesungen wurde. Er wurde von David Spector in die Public Domain eingeführt.
Louie, Louie, oh no, me gotta go.

Yeah, yeah, yeah, yeah, yeah, said, Louie, Louie, oh, baby, me gotta go.
A fine little girl she waits for me 

Me catch a ship for cross the sea.

Me sail that ship all alone 

Me never think how I make it home.
Ah, Louie, Louie. No, no, no, no, me gotta go.

Oh, no. Said, Louie, Louie. Oh, baby, said we gotta go.

(Undeutlicher Schrei im Hintergrund, möglicherweise „Fuck!“)
Three nights and days I sail the sea 

Think of girl, oh, constantly.

Ah, on that ship I dream she there 

I smell the rose, ah, in her hair.
Ah, Louie, Louie. Oh, no, sayin' we gotta go.

Yeah, yeah, yeah, yeah, yeah, but, ah, Louie, Louie. Oh, baby, said, we gotta go.

(Schreiend) Okay, let's give it to 'em right now! (instrumentaler Teil)
Me see Jamaica, ah, moon above.

It won't be long, me see me love.

Take her in my arms again,

I got her; I'll never leave again.
Ah, Louie, Louie. Oh, no, sayin' me gotta go.

Yeah, yeah, yeah, yeah, yeah, but, ah, Louie, Louie. Oh, baby, said, ah, we gotta go.
I said we gotta go now,
Let's get on outta here.
(Schreiend) Let's go!

### Ein gefälschter Text
Dies ist einer der angeblichen Originaltexte. Er kursierte unter Jugendlichen in der Region um Detroit ca. 1965.
Louie, Louie. Oh no, grab her way down low.

Yeah, yeah, yeah, yeah, yeah, said, Louie, Louie. Oh, baby, grab her way down low.
There is a fine little girl waiting for me 

She is just a girl across the way.

When I take her all alone 

She’s never the girl I lay at home.
Louie, Louie. Oh no, grab her way down low.

Yeah, yeah, yeah, yeah, yeah, said, Louie, Louie. Oh, baby, grab her way down low.
Tonight at ten I’ll lay her again 

We’ll fuck you girl and by the way.

And on that chair I’ll lay her there

I felt my bone, ah, in her hair.
Louie, Louie. Oh no, grab her way down low.

Yeah, yeah, yeah, yeah, yeah, said, Louie, Louie. Oh, baby, grab her way down low.
She had a rag on, I moved above

It won't be long, she’ll slip it off

Take her in my arms and then,

And I told her I’d rather lay her again.
Louie, Louie. Oh no, grab her way down low.

Yeah, yeah, yeah, yeah, yeah, said, Louie, Louie. Oh, baby, grab her way down low.

## Das FBI
Die früheste Aktennotiz des FBI stammt vom November 1963. Eine Frau hatte in einem Geschäft in Indiana eine Single gekauft, die auf dem Wand-Label erschienen war, ohne sich dabei etwas zu denken, denn die Aufmachung der Schallplatte zeigte keinen Hinweis auf Obszönitäten. Später habe sie dann erfahren, dass das Lied Louie Louie von der Schallplatte einen obszönen Text habe, wenn man es statt auf 45 Umdrehungen pro Minute auf 33 Umdrehungen pro Minute abspielen würde. Ihrem Schreiben an das FBI hatte sie einen Text beigefügt, den sie von einer unbekannten Person erhalten habe. Der Text gebe exakt das wieder, was auf der Single bei falscher Geschwindigkeit zu hören sei. Das FBI gab das Papier mit dem Text in seine Labore zur Untersuchung weiter. Eine weitere Notiz betrifft einen Staatsanwalt, ebenfalls aus Indiana, der das FBI um Untersuchungen bat. Das FBI möge bitte feststellen, ob die Schallplatte gegen das Gesetz zur „Verbreitung von obszönen Inhalten durch Verkauf oder Vertrieb“ verstoße. Falls das FBI etwas fände, könne er dafür sorgen, dass die Täter eingesperrt würden.
Das FBI nahm die Ermittlungen auf. Es sammelte gefälschte Texte, die in den USA kursierten, Beschwerden von besorgten Eltern, machte Fotos von Schallplatten, befragte Richard Berry und die Kingsmen. Das FBI nahm zwecks Ermittlungen Kontakt zur FCC und BMI auf. In Indiana wollte man das Ergebnis des FBI nicht abwarten. Der Gouverneur Matthew Welch verbot das Lied in seinem Bundesstaat. Das Billboard-Magazin titelte: „Der Gouverneur von Indiana verbietet pornografisches Wand-Lied“. Es folgten Boykotte von Radiostationen und Händlern. Kaum einer wollte mehr etwas mit dem Lied, der Band oder dem Label zu tun haben. In dieser Zeit fühlte sich ein FBI-Agent aus der Region von Tampa „in seiner Arbeit behindert“ denn, so der Aktenvermerk, „die Louie Louie-Schallplatte ist in dieser Region von Sarasota nicht mehr populär … die obszönen Texte … werden nicht mehr verbreitet und sind nicht mehr Gegenstand von Diskussionen“.
Die Kingsmen protestierten gegen die Boykotte und das Verbot in Indiana, was aber nichts half. Die Band versicherte immer wieder, man habe sich weitestgehend an den Text von Richard Berry gehalten. Wahrscheinlicher ist, dass sie bis zur Aufnahme des Liedes nur die Version von Rockin’ Robin Roberts kannten und den Text nur von dessen Single „herausgehört“ hatten. Denn die Kinsgsmen kopierten auch die Zeile: „OK, let's give it to 'em right now“, die Rockin’ Robin Roberts erst eingeführt hatte.
Das FBI ermittelte 31 Monate und kreierte einen ca. 250 Seiten umfassenden Bericht. Es kam zu dem Ergebnis, dass man nicht in der Lage war, die Bedeutung des Textes der Louie Louie-Version von den Kingsmen zu interpretieren.

### Der FBI-Text
Louie, Louie...oh yea, a-way we go 

Yea, yea, yea, yea, yea Louie, Louie...oh baby, a-way we go
A fine little girl – she wait for me. 

Me catch the ship – a-cross the sea. 

I sailed the ship – all a-lone. 

I never think – I'll make it home.
Louie, Louie...a-way we go
Three nights and days we sailed the sea. 

Me think of girl constant-ly. 

On the ship – dream she there. 

I smell the rose – in her hair.
Louie, Louie...oh baby, a-way we go
Me see Jamaica – moon a-bove. 

It won't be long – me see me love. 

Me take her in arms and then. 

I tell her I never leave a-gain.
Louie, Louie...oh yea, a-way we go 

## Weitere Versionen und Geschichte
Mit der Veröffentlichung des Liedes von The Kingsmen wurde es zu einem Standard in der Rockmusik. Nach Informationen von louielouie.net existieren rund 1500 Coverversionen. Die meisten verwendeten den Text von Richard Berry. Die ersten, die eine tatsächlich obszöne Version des Liedes spielten, waren wahrscheinlich Iggy Pop and the Stooges während eines Live-Auftritts vom Februar 1974. Dokumentiert ist es auf dem Album Metallic K.O. Iggy Pop nahm 1993 für sein Album American Caesar eine neue Version von Louie Louie auf, mit einem völlig neuen Text.
Frank Zappa hat sehr viele unterschiedliche Versionen des Songs aufgenommen. Zum Teil handelt es sich jedoch um kleine Reverenzen in Form von Zitaten. Das Lied zieht sich aber wie ein roter Faden durch die musikalische Karriere von Zappa.
In den Frühzeiten des UK-Punks war das Stück berüchtigt, da zwischen 1976 und 1980 John the Postman jede Bühne stürmte, das Mikrofon griff und Louie Louie intonierte. Die darauf folgende Plattenaufnahme stellt laut Punk-Theoretiker Stewart Home die definitive Version des Stücks dar. Die Punk-Band Black Flag veröffentlichte 1981 Louie Louie auf einer Single mit neuem Text. Motörhead coverte den Song 1979 auf dem Album Overkill.
1983 veröffentlichte das Rhino Records Label die Compilation The Best of Louie Louie. Es entstand in Zusammenhang mit dem Maximum Louie Louie-Marathon des Radiosenders KFJC. Der Sender spielte in 63 Stunden 823 Versionen ohne Unterbrechung. Auf der Zusammenstellung ist eine Neuaufnahme von Richard Berry enthalten, da die Originalaufnahme nicht verwendet werden durfte. Berry hatte die Rechte 1959 an dem Lied für 750 US-Dollar an die Limax Music Publishing Co. verkauft. Erst 1986 erhielt Berry einen Teil der Rechte zurück. Drei Jahre später hatte ihm das Lied 160.000 US-Dollar eingebracht. Es war mehr, als er jemals während seiner gesamten Musikerkarriere verdient hatte.
Das Lied schaffte es in das Guinness-Buch der Rekorde, als 2003 754 Gitarristen eine 10 Minuten dauernde Version des Liedes im Cheney-Stadion in Tacoma, Washington spielten. In Washington gab es auch Bemühungen, das Lied zur offiziellen Hymne des Bundesstaates zu erklären, die aber ebenso wie die Bemühungen in Oregon scheiterten.

## Diskografie
- 1983: The Best of Louie Louie
- 1988: The Best of Louie Louie (Volume 2)
- 2002: Love That Louie: The Louie Louie Files